# Осада Риги (1709—1710)
Оса́да Ри́ги в 1709—1710 года́х — военная операция армии Российского царства в ходе Северной войны против войск Шведской империи, оборонявшихся в крепости Рига. В результате операции Рига была взята русскими войсками.

## Предыстория
После поражения шведов под Полтавой и капитуляции шведской армии у Переволочны Пётр I решил активизировать боевые действия в Прибалтике и дал указание генерал-фельдмаршалу Б. П. Шереметеву взять Ригу.
Переброска русской армии из-под Полтавы к Риге была сопряжена со значительными трудностями из-за начавшихся дождей и распутицы. В начале октября русские войска подошли к Динабургу. В Курляндию с целью разведки был послан отряд из трёх драгунских полков под командой Волконского. 15 (26) октября русские войска перешли границу шведской Лифляндии и двинулись вдоль Западной Двины к Риге. Основные силы шли по левому берегу реки, а четыре драгунских полка под командованием генерала Р. Х. Боура и донские казаки атамана Митрофана Лобанова — вдоль правого берега Западной Двины. 27 октября (6 ноября) русская армия блокировала Ригу и начала осадные работы.

## Силы сторон
В начале XVIII века Рига представляла собой одну из мощнейших крепостей в Европе с замком и цитаделью. Её окружали мощные стены, имевшие 5 бастионов, 2 равелина и 2 шанца, перед которыми находился ров с водой. Перед крепостью имелся форштадт, укреплённый земляным валом и палисадами. На противоположном берегу Западной Двины находился форт Коброншанц, прикрывавший наплавной мост через реку, усиленный четырьмя бастионами и одним полубастионом и также окружённый водяным рвом.
Гарнизон крепости под командованием генерала Нильса Стромберга насчитывал 13,4 тыс. человек при 563 пушках, 66 мортирах и 12 гаубицах.
Русские войска осенью 1709 года насчитывали около 40 тысяч человек при 32 орудиях полевой артиллерии, к которым в ноябре присоединились ещё 18 орудий.

## Ход осады

### Осень — зима
При подходе русских войск Стромберг распорядился разрушить наплавной мост через реку и оставить Коброншанц, эвакуировав находившиеся там шведские войска в Ригу. В форте, занятом русскими войсками без единого выстрела, была установлена артиллерийская батарея. Кроме того, для того, чтобы исключить получение помощи шведам с моря, русские войска установили артиллерийские батареи по обоим берегам реки между Ригой и крепостью Дюнамюнде, расположенной в устье Двины. Для взаимодействия русских частей, расположенных по обеим сторонам реки, в семи километрах выше Риги был наведён мост.
10 (21) ноября (по другим данным, 9 (20) ноября) под Ригу на один день приехал Пётр I, который лично произвёл три выстрела по городу, положив тем самым начало продолжительной бомбардировке крепости. Первоначально бомбардировка была малоэффективной, так как русская полевая артиллерия не могла перебросить ядра через Двину. В конце ноября большая часть русской армии под командованием Шереметева была отведена в Курляндию и расположилась на зимние квартиры в Митаве. Под Ригой остался лишь шеститысячный отряд под командованием Аникиты Репнина, который продолжил осадные работы.
2 (13) декабря осадные работы были завершены. К этому же времени под Ригу прибыла тяжёлая русская артиллерия, которая расположилась в Коброншанце и начала разрушительный обстрел Риги. Особенно эффективным обстрел был 12 (23) декабря, когда загорелась башня рижской цитадели, в которой находился пороховой погреб. В результате последовавшего взрыва погибло около 800 человек.

### Весна — лето
11 (22) марта к осаждавшим Ригу войскам вернулся фельдмаршал Шереметев, который вновь возглавил осадные работы. В апреле к Риге приехал Александр Меншиков, которому было поручено усилить укрепления осаждавшей армии, чтобы не допустить к осаждённым войскам шведский флот. В результате его деятельности в устье Двины были построены новые укрепления, которые были вооружены 32 орудиями при 700 солдатах и 300 донских казаков с лодками. Кроме того, в двух километрах ниже Риги было построено ещё одно укрепление, названное в честь Меншикова Александршанц, а Двина была перекрыта свайным мостом, усиленным связанными цепями брёвнами. С двух сторон от моста были установлены пушки.
Уже 28 апреля (9 мая) шведский флот в составе девяти кораблей попытался прорваться к Риге со стороны Дюнамюнда, но попытка провалилась из-за противодействия русской артиллерии.
На следующий день все русские силы подтянулись с зимних квартир к Риге и расположились вокруг города: в районе Александршанца и нового моста расположилась дивизия А. Д. Меншикова, выше Риги — дивизия А. И. Репнина, непосредственно перед Ригой заняла позиции дивизия Л. Н. Алларта. Кроме того, части Репнина и Алларта занимали противоположный берег реки у Коброншанца и новых укреплений ниже по течению. 10 (21) мая к Риге подошла осадная артиллерия во главе с генералом Я. В. Брюсом.
В мае среди осаждавших и осаждённых вспыхнула эпидемия чумы.
27 мая (7 июня) русским командованием были поручены агентурные сведения о том, что шведы планируют перебросить из Сконе 20-тысячный корпус под командованием генерала Стенбока для деблокирования Риги. К этим войскам планировалось присоединить семитысячный отряд генерала фон Крассова. Для противодействия десанту было принято решение занять предместье Риги и продолжить её бомбардировку с позиций в непосредственной близости. 30—31 мая (10—11 июня) два русских отряда общей численностью 2400 человек под командованием бригадира Штафа и полковника Ласси с боем заняли рижское предместье, после чего в нём были установлены три русских батареи с 14 мортирами.
В середине июня к Динамюнду прибыла шведская эскадра из 24 кораблей, которая попыталась высадить десант и прорваться к Риге. Высадить десант шведам не удалось из-за противодействия русской артиллерии, а три шведских корабля, которые 9 (20) июня смогли прорваться к Риге, под огнём были вынуждены вернуться к Дюнамюнде, после чего шведская эскадра ушла в море.
На следующий день шведы запросили перемирия на три дня, но по истечении этого срока капитулировать отказались. Русские начали усиленную бомбардировку Риги — с 14 (25) по 24 июня (5 июля) было выпущено 3388 бомб. Шведы вновь запросили перемирия и спустя двое суток, 4 (15) июля, Рига капитулировала. В этот же день в Ригу через Песочные ворота во главе с генералом А. И. Репниным вступили Ингерманландский, Киевский, Астраханский, Сибирский, Казанский и Бутырский пехотные полки. 12 (23) июля в город торжественно въехал генерал-фельдмаршал граф Б. П. Шереметев. Обер-комендантом Риги назначен бригадир Л. С. Чириков (в январе 1711 года его сменил на этой должности генерал-майор Я. В. Полонский).

## Итоги

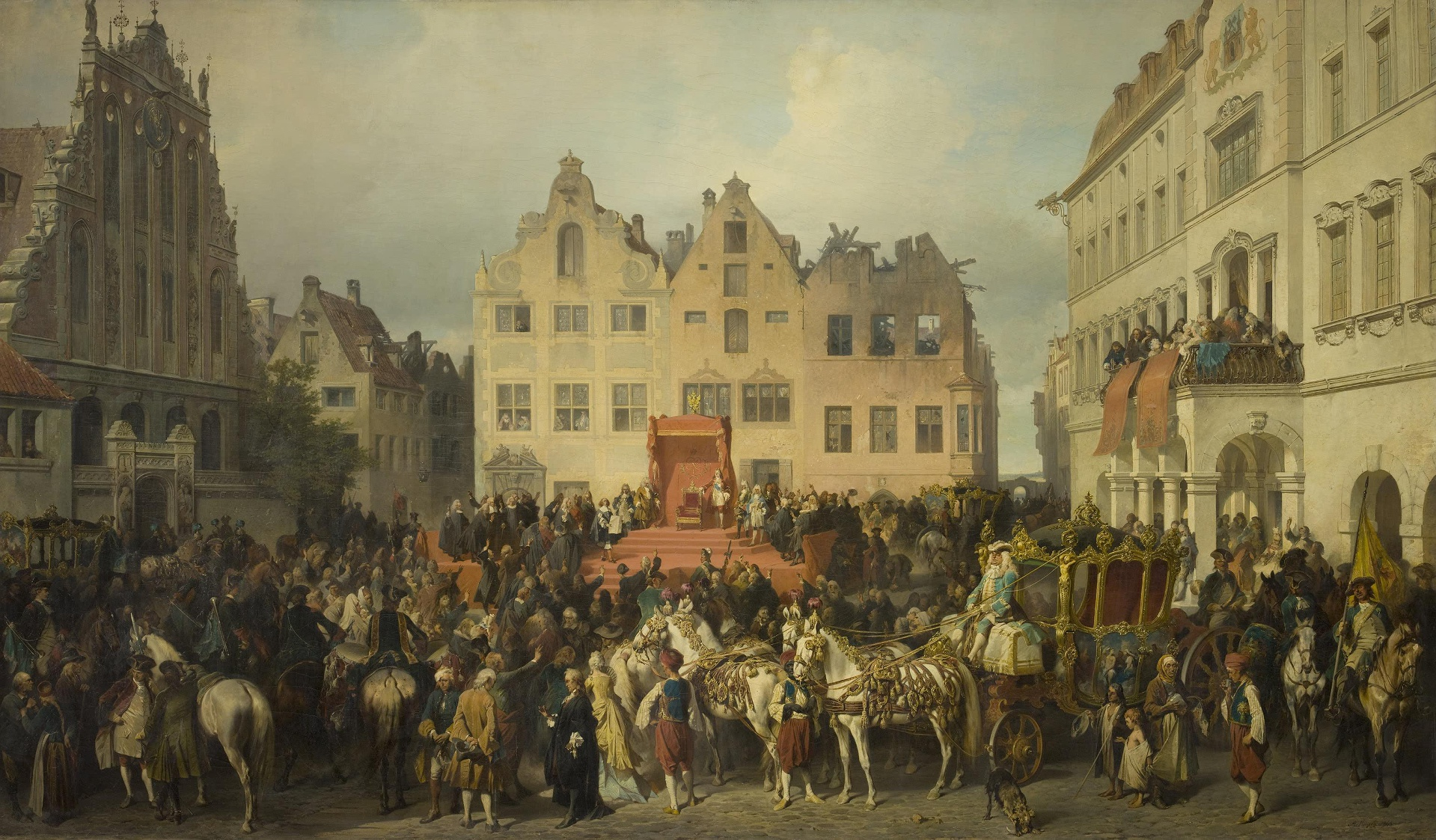
Коцебу, Александр Евстафиевич. Присяга Риги на подданство России в 1710 году

Русская армия захватила всю шведскую артиллерию (561 пушку, 66 мортир, 7 гаубиц). В плен сдались остатки гарнизона — 5132 человека, из которых 2905 были больны. Часть шведов была обменена на русских военнопленных, захваченных в 1700 году под Нарвой, остальные были отпущены просто так.

## Память
- В 1910 году по случаю 200-летия взятия Риги русскими войсками были изготовлены памятные медали, жетоны и подарки, которые Николай II лично раздавал на встрече с генерал-губернатором Лифляндии[6].